# Жен ле Гандлен
Жен ле Гандлен (фр. Gesnes-le-Gandelin) је насељено место у Француској у региону Лоара, у департману Сарт.
По подацима из 2011. године у општини је живело 979 становника, а густина насељености је износила 76,01 становника/km².

## Демографија
| 1962. | 1968. | 1975. | 1982. | 1990. | 2011. |
| ----- | ----- | ----- | ----- | ----- | ----- |
| 635   | 582   | 604   | 652   | 633   | 979   |